# Еланская, Алла Ивановна
А́лла Ива́новна Ела́нская (2 июня 1926, Махачкала, Дагестанская АССР, РСФСР, СССР — 3 января 2005, Санкт-Петербург, Россия) — советский и российский лингвист (коптолог).
Потомственная терская казачка: мать — Христина Петровна Семёнова, сестра известного лермонтоведа Леонида Петровича Семёнова; отец — Иван Иванович Еланский — репрессирован в начале 1940-х годов за участие в Белом движении.
Окончила Ленинградский государственный университет. Ученица П. В. Ернштедта. Кандидат филологических наук (1962), доктор филологических наук (1971). Почётный председатель Международной ассоциации коптологов (IAC) (1984). Сотрудница Ленинградского отделения Института востоковедения АН СССР (ныне Институт восточных рукописей РАН).
Автор работ по грамматическому строю коптского языка. Подготовила к изданию и перевела ряд коптских текстов из собраний Москвы и Ленинграда. Занималась также историей коптской литературы.
Книга Еланской «The Literary Coptic Manuscripts in the A. S. Pushkin State Fine Arts Museum in Moskow» (1994) выла выбрана лучшей книгой года СПбФ ИВ РАН на конкурсе «Книга-94».
А. И. Еланская была замужем за О. Д. Берлевым.

## Основные работы
- Еланская А. И. Коптский язык. — М.: Издательство «Наука», 1964. — 125 с. — («Языки народов Азии и Африки»).
- Изречения египетских отцов. Памятники литературы на коптском языке / Пер. и комм. А. И. Еланской. — СПб.: Издательство Чернышева, 1993. — 352 с.
- Премудрость Иисуса Христа: Апокрифические беседы Иисуса Христа с учениками / Пер. и комм. А. И. Еланской. — СПб.: Алетейя, 2004. — 416 с.
- Еланская А. И. Грамматика коптского языка. Саидский диалект / Под ред. А. Л. Хосроева. — СПб.: Нестор-История, 2010. — 528 с.
- Вера-Премудрость. Апокрифические беседы Иисуса Христа с учениками / Пер. и комм. А. И. Еланской. — СПб.: Пальмира, 2018.
- Книга коптов / Пер. и комм. А. И. Еланской. — СПб.: Пальмира, 2019.